# Лакмартин
45°03′ пн. ш. 14°35′ сх. д. / 45.05° пн. ш. 14.58° сх. д.
Лакмартин (хорв. Lakmartin) — населений пункт у Хорватії, у Приморсько-Горанській жупанії у складі міста Крк.

## Населення
Населення за даними перепису 2011 року становило 24 осіб.
Динаміка чисельності населення поселення:

## Клімат
Середня річна температура становить 14,31 °C, середня максимальна – 27,01 °C, а середня мінімальна – 2,52 °C. Середня річна кількість опадів – 1136 мм.
| Клімат поселення                              | Клімат поселення | Клімат поселення | Клімат поселення | Клімат поселення | Клімат поселення | Клімат поселення | Клімат поселення | Клімат поселення | Клімат поселення | Клімат поселення | Клімат поселення | Клімат поселення | Клімат поселення |
| Показник                                      | Січ.             | Лют.             | Бер.             | Квіт.            | Трав.            | Черв.            | Лип.             | Серп.            | Вер.             | Жовт.            | Лист.            | Груд.            |                  |
| Середній максимум, °C                         | 9,41             | 9,90             | 12,98            | 15,81            | 20,58            | 24,35            | 26,90            | 27,01            | 22,77            | 18,26            | 13,31            | 10,34            |                  |
| Середня температура, °C                       | 5,97             | 6,44             | 9,54             | 12,35            | 17,15            | 20,90            | 23,69            | 23,79            | 19,56            | 15,06            | 10,10            | 7,14             |                  |
| Середній мінімум, °C                          | 2,52             | 3,02             | 6,09             | 8,93             | 13,72            | 17,46            | 20,48            | 20,61            | 16,35            | 11,86            | 6,90             | 3,93             |                  |
| Норма опадів, мм                              | 94               | 75               | 75               | 78               | 75               | 83               | 46               | 68               | 132              | 149              | 146              | 115              |                  |
| Середньомісячна швидкість вітру, м/с          | 2.90             | 3.04             | 3.10             | 2.90             | 2.60             | 2.50             | 2.50             | 2.50             | 2.60             | 2.84             | 3.20             | 3.14             |                  |
| Середньомісячна сонячна радіація, кДж/м²·день | 4497             | 7293             | 10710            | 15295            | 19852            | 21481            | 22793            | 19903            | 14412            | 9314             | 4936             | 3819             |                  |
| --------------------------------------------- | ---------------- | ---------------- | ---------------- | ---------------- | ---------------- | ---------------- | ---------------- | ---------------- | ---------------- | ---------------- | ---------------- | ---------------- | ---------------- |
| Джерело:                                      |                  |                  |                  |                  |                  |                  |                  |                  |                  |                  |                  |                  |                  |